# Prokon (Unternehmen)
Die Prokon Regenerative Energien eG (Eigenschreibweise prokon, bis 2016 PROKON) mit Sitz in Itzehoe (Schleswig-Holstein) ist mit rund 40.000 Mitgliedern neben Green Planet Energy die größte Energiegenossenschaft Deutschlands. Das Unternehmen entwickelt und betreibt vor allem eigene, aber auch fremde Windparks und verfügt über 410 eigene Windenergieanlagen in Deutschland, Polen und Finnland mit einer installierten Gesamtleistung von 872,3 Megawatt (Stand 2024). Es betätigte sich nach der Jahrtausendwende bis 2015 auch in anderen Bereichen der erneuerbaren Energie sowie in der Entwicklung einer eigenen Windkraftanlage. Es ist durch Vermarktung des erzeugten Windstroms außerdem als Energieversorger tätig.
Das 1995 als Kapitalgesellschaft (GmbH) gegründete Unternehmen bot ab 1998 verschiedene Formen der Kapitalanlage und warb bis zur Insolvenz 2014, die große öffentliche Aufmerksamkeit erlangte, insgesamt 1,45 Mrd. Euro Fremdkapital ein. Im Juli 2015 erfolgte die Umwandlung in eine Genossenschaft. Ab dem Geschäftsjahr 2017 wurde Gewinn erwirtschaftet und als Dividende ausgeschüttet, zwischen 4 und 6 Prozent, für 2022 sogar 9,1 Prozent.

## Geschichte
Das Unternehmen wurde am 20. Oktober 1995 von Carsten Rodbertus, Ingo de Buhr und einem dritten Gesellschafter als Projektierungsbüro für Windenergieanlagen unter dem Namen Prokon Energiesysteme GmbH gegründet. Der Name entstand als Abkürzung von Projekte und Konzepte. Das Unternehmen erwarb zunächst zur Finanzierung seiner Projekte Kommanditkapital. Ab 2003 wurde die Finanzierung auf Genussrechte umgestellt. Im Laufe der Zeit wurden neben der Projektentwicklung weitere Aufgabenbereiche wie die technische Betriebsführung der Windparks sowie der Verkauf von Strom an Endverbraucher im Unternehmen verankert.
Am 22. Januar 2014 stellte die Prokon Regenerative Energien GmbH Antrag auf Eröffnung eines Insolvenzverfahrens. Das Amtsgericht Itzehoe eröffnete am 1. Mai 2014 das Regel-Insolvenzverfahren. Es endete mit der Umwandlung der GmbH in eine Genossenschaft am 24. Juli 2015 und 42 % Verlusten für die Gläubiger.

## Geschäftsbereiche

### Projektentwicklung
Zum Kerngeschäft von Prokon gehört die Entwicklung von Windenergieprojekten. Dafür hat das Unternehmen aktuell Projektierungsbüros in Itzehoe, Mainz, Potsdam, Paderborn, Danzig und Vaasa. Prokon hat als Reaktion auf die Änderung des EEG die strategische Ausrichtung dieses Bereichs verändert. Das Unternehmen wird sich zukünftig nicht nur auf die Erweiterung des eigenen Windparkportfolios konzentrieren, sondern bietet im Zuge der Neuerung im EEG 2017 kleineren Bürgergesellschaften, z. B. Bürgerenergiegenossenschaften, bei der Planung neuer Windparks seine Unterstützung an. Das Unternehmen kann dabei beispielsweise die Planung und später die technische und kaufmännische Betriebsführung des Windparks für die Kooperationspartner übernehmen.

### Technische Betriebsführung
Prokon betreibt 72 Windparks in Deutschland, Polen und Finnland mit insgesamt 410 Windenergieanlagen. Davon befinden sich 340 in Deutschland, 45 in Polen und 25 in Finnland. Die installierte Leistung beträgt 872,3 Megawatt. Seit 2007 arbeitet das Unternehmen im Bereich der Wartung und des Service von Windparks, nach Ablauf der Gewährleistung herstellerunabhängig. Dafür hat Prokon Servicestützpunkte in der Nähe von Windparks aufgebaut, sodass im Störungsfall innerhalb von kurzer Zeit ein Service Team vor Ort sein kann.

### Prokon Strom
Seit 2013 vertreibt Prokon unter der Marke Prokon Strom Strom an Privat- und Geschäftskunden unter einem Jahresverbrauch von 100.000 kWh. Um den Anteil an erneuerbaren Energien im deutschen Strommix zu erhöhen, verpflichtet sich Prokon dazu, unter dieser Bezeichnung nicht mehr Strom zu verkaufen als in den eigenen Windparks produziert wird. Ende 2016 wurde Prokon Strom von EnergieVision und dem TÜV Nord als Ökostrom zertifiziert. Prokon beliefert mehr als 32.000 Kunden.

### Ehemalige Geschäftsbereiche

#### Windenergieanlage P3000

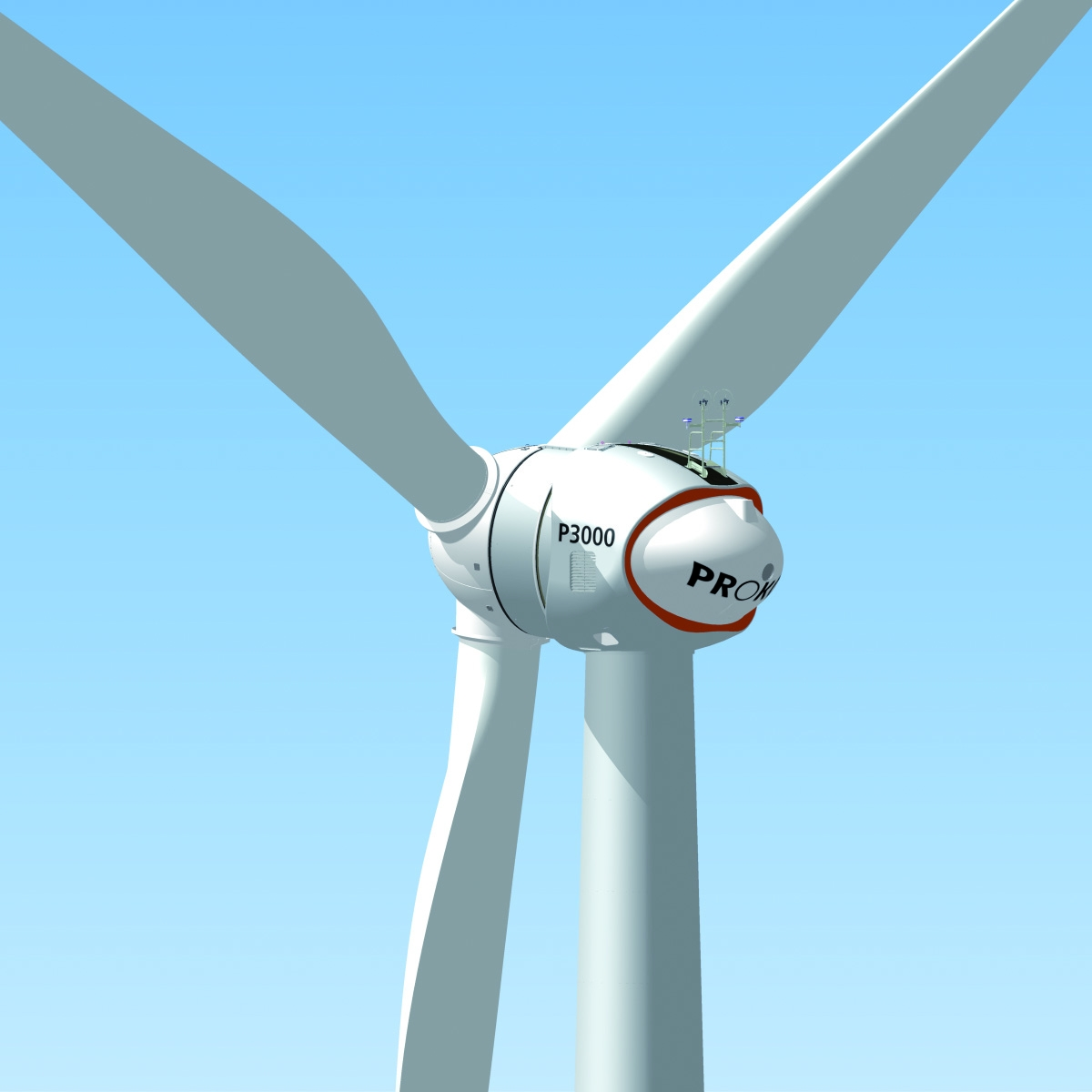
Zeichnung einer P-3000 Windkraftanlage

Der erste Prototyp einer von Prokon selbst entwickelten Windenergieanlage, der P3000, wurde im August 2013 vorgestellt und im Dezember 2013 bei Krackow und Glasow errichtet. Im Januar 2014 wurde eine zweite Anlage dieses Typs fertiggestellt. Im Rahmen des Insolvenzverfahrens wurde die Produktion dieser Anlage eingestellt. Die Entwicklung und Herstellung der Anlage wird von Amperax, einer Tochtergesellschaft von Universal Utility International mit Stromio als größter operativer Gesellschaft, als A3000 weitergeführt. Deren Webseite nannte auch 2023 unter den Referenzen den „geplanten“ Aufbau von Anlagen 2016 und nur zwei bis 2014 errichtete Anlagen.

#### Biogene Kraftstoffe
Bis 2014 gab es den Geschäftsbereich Biogene Kraftstoffe. Dabei ging es um die Herstellung von Biodiesel und Pflanzenöl in einer Ölmühle in Magdeburg. Durch die insolvenzbedingte Fokussierung auf das Kerngeschäft hat sich Prokon von diesem Unternehmensbereich getrennt und die Anteile an der Prokon Pflanzenöl GmbH an Glencore veräußert.

#### Biomasse
Prokon hatte nach eigenen Angaben seine Tätigkeit auch auf die Nutzung von Holz als nachhaltigem Rohstoff ausgeweitet. In diesem Rahmen arbeitete das Unternehmen ab dem Jahr 2010 mit einem holzverarbeitenden Betrieb zusammen, der HIT Holzindustrie Torgau. Ab Mitte 2010 vergab Prokon Darlehen an die HIT. Auch von diesem Geschäftsbereich hat sich das Unternehmen insolvenzbedingt getrennt.

## Beteiligung von Anlegern

### Anlegermodell

Ehemaliges Logo der Prokon-Gruppe

Seit dem Jahr 1998 bot Prokon „ökologische Kapitalanlagen“ als Kommanditbeteiligung an geschlossenen Windpark-Fonds an. Zusätzlich wurden seit dem Jahr 2003 Genussrechte angeboten. Im Jahr 2007 begann die Umstellung des Geschäftsmodells auf Genussrechte als einzige Beteiligungsmöglichkeit. Die Kommanditisten der geschlossenen Fonds wurden zum Verkauf oder zur Wandlung ihrer Beteiligung in Genussrechte gedrängt. Das Oberlandesgericht Schleswig erklärte dieses Verfahren für unrechtmäßig, die Kommanditisten hätten Anspruch auf Schadensersatz im Rahmen einer Rückabwicklung.
Die im Jahr 2006 anstehende Auszahlung für das Geschäftsjahr 2005 wurde unter Hinweis auf die schwachen Winderträge verspätet an die privaten damaligen Kommanditisten gezahlt, die sich daraufhin juristisch zur Wehr setzten. Hintergrund der Verspätung war die Tatsache, dass die Lieferzeiten für Windkraftanlagen damals bis zu zwei Jahre mehr betrugen als gewöhnlich, da die Windenergie einen weltweiten Boom erlebte. Im Jahr 2007 zog Prokon dafür die anstehende Zahlung der Ausschüttungsgarantie für das Geschäftsjahr 2006 vor und glich damit den Zinsnachteil aus der Verspätung im Vorjahr wieder aus, den einige Kommanditisten reklamiert hatten.
Prokon versah die Beteiligung der Anleger an den geschlossenen Fonds mit einer Ertragsgarantie. Darin sah die BaFin ein unerlaubtes Bankgeschäft und ordnete die Rückabwicklung der Fonds und Auszahlung der Anleger an. Da die Fonds jedoch in ihrer Anfangsphase bilanziell überschuldet waren, bat Prokon um Aufschub: „Vor diesem Hintergrund besteht für die Gesellschaft derzeit nicht die Möglichkeit, das Eigenkapital an die Kommanditisten durch die Aufnahme neuer Kredite und Beleihungen von Vermögenswerten zurückzuzahlen.“

### Warnungen von Presse und Verbraucherschutz
Bereits im Februar 2010 warnte die Berliner Tageszeitung taz vor den gravierenden Risiken von Prokons Geschäftsmodell für Anleger: „Prokon-Anleger glauben, in Windräder und biogene Kraftstoffe zu investieren“, wurde Klaus Boe zitiert, ein Unternehmer aus dem Sauerland, der sich 2003 noch als Gesellschafter in einen Windkraftfonds von Prokon einkaufte. „Faktisch wird das Geld mit totalem Verlustrisiko auf Vertrauensbasis an die Prokon-Genussrechte-Firma verliehen, die es in einem kaum durchschaubaren Geflecht anderer Prokon-Firmen weiterverleiht.“
Boe erhob schwere Vorwürfe: „Die Prokon-Gruppe erwirtschaftet keinen echten Gewinn. Das Geld wird bei Prokon unkontrollierbar hin- und hergeschoben“. Er hielt das Genussschein-Modell im Kern für betrügerisch: „Prokon betreibt ein Schneeballsystem, das in wenigen Jahren komplett crashen und zu einem der größten Skandale der deutschen Windbranche werden könnte.“
Die Stiftung Warentest wies in den Jahren 2010, 2011 und 2013 auf die Risiken der Genussrechte des Unternehmens hin.
Auf Antrag der Verbraucherzentrale Hamburg untersagte das Landgericht Itzehoe mit Urteil vom 15. März 2011 schließlich dem Unternehmen Prokon irreführende Werbung; insbesondere würden die Anleger in einem Werbeflyer nicht hinreichend über die Risiken der Genussrechte aufgeklärt. Das Schleswig-Holsteinische Oberlandesgericht bestätigte mit Urteil vom 5. September 2012 das erstinstanzliche Urteil.
Nach Ansicht des Handelsblattes erwirtschaftete Prokon im Kerngeschäft Windparks mit bestehenden Windkraftanlagen im ersten Quartal 2011 keine ausreichende Eigenkapitalrendite, um damit die seit 2006 konstanten Auszahlungen von acht Prozent auf Genussrechte zu bedienen; den größeren Teil des Umsatzes und höhere Gewinne erzielte Prokon mit der Entwicklung neuer Windparks. Es ging hierbei um die Frage, ob die ausgeschütteten Gewinne von Prokon real erwirtschaftet oder zumindest teilweise mit dem Geld neuer Anleger bezahlt wurden.
Prokon bezifferte den bis zum 31. Oktober 2013 aufgelaufenen Verlustvortrag auf Konzernebene mit 210 Mio. Euro, woraus sich ein negatives Eigenkapital von 171 Mio. Euro ergab. Im Dezember 2013 wies die Stiftung Warentest auf diese Geschäftszahlen der Prokon hin. Nach ihrer Meinung werde dies nicht ohne Einfluss auf die Höhe des Rückzahlungsanspruches auf die Genussrechte bleiben, da die Genussrechtbedingungen in diesem Fall eine Reduktion der Ansprüche zulassen.

### Insolvenz der Prokon Regenerative Energien GmbH
In einer Anlegerinformation vom 10. Januar 2014 informierte die Prokon darüber, es drohe eine Planinsolvenz noch im Januar 2014, sofern die Anleger nicht bis zum 20. Januar 2014 für mindestens 95 Prozent des Genussrechtskapitals die Zusage gäben, dieses Kapital bis mindestens zum 31. Oktober 2014 im Unternehmen zu belassen und auf eine Kündigung zu verzichten. Künftig solle die Auszahlung gekündigter Gelder in Raten erfolgen und eine Thesaurierung der Zinsen vorgenommen werden.
Am 14. Januar 2014 berichtete die Prokon, dass der bis zum 30. November 2013 aufgelaufene Verlust der die Genussrechte emittierenden Obergesellschaft Prokon Regenerative Energien GmbH bei 167 Mio. Euro lag (nach 107 Mio. Euro bis zum 31. August 2013 bzw. 131 Mio. Euro bis zum 31. Oktober 2013). Für das Geschäftsjahr 2012 wies die Prokon im Entwurf der bislang nicht testierten Bilanz auf Konzernebene aufgrund eines Verlustes von über 171 Mio. Euro ein negatives Eigenkapital von 110 Mio. Euro aus.
In einem erneuten Aufruf teilte die Prokon am 16. Januar 2014 mit, dass ein von der Prokon hinzugezogener Insolvenzberater zu der Einschätzung gelangt sei, dass gekündigte Genussrechte als nicht fällig zu bewerten wären und infolgedessen ein von der Prokon bei Nicht-Erreichen der Zustimmung von 95 Prozent des Genussrechtskapitals avisierter Insolvenzantrag vom Gericht abzulehnen sei.
Der Verbraucherzentrale Bundesverband e. V. (vzbv) beantragte am 16. Januar 2014 beim Landgericht Itzehoe einen Erlass auf einstweilige Verfügung, da nach seiner Einschätzung in der Anlegerinformation der Prokon vom 10. Januar 2014 unangemessener Druck auf die Anleger ausgeübt und dadurch gegen das Gesetz gegen den unlauteren Wettbewerb verstoßen würde. Am 22. Januar 2014 wurde der Antrag durch das Landgericht Itzehoe abgewiesen. Bis 22. Januar 2014 waren laut Prokon Genussscheine in Höhe von 109 Mio. Euro gekündigt und zusätzlich gekündigte Genussscheine in Höhe von 98 Mio. Euro zurückgenommen worden. Das Genussscheinkapital insgesamt betrug 1.400 Mio. Euro. Für knapp 757 Mio. Euro waren Zusagen abgegeben worden, das Kapital im Unternehmen zu lassen. Am 22. Januar 2014 stellte die Prokon Regenerative Energien GmbH schließlich beim Amtsgericht Itzehoe einen Insolvenzantrag. Zum vorläufigen Insolvenzverwalter wurde der Rechtsanwalt Dietmar Penzlin bestellt. Laut dessen Aussagen sind von der vorläufigen Insolvenz ca. 480 Mitarbeiter betroffen.
Am 19. März 2014 wurde berichtet, dass der Verlust bei der Prokon bei ca. 400 Mio. Euro liegen soll. Außerdem seien inzwischen Kündigungen von Genussrechtkapital in einem Nominalvolumen von ca. 400 Mio. Euro ausgesprochen worden. Die Größenordnung des Verlustes wurde am 21. März 2014 von den Verantwortlichen der Prokon bestätigt. In einer Aufarbeitung der Vorgänge wurde mitgeteilt, dass der Wert der Genussrechte bei vermutlich 70 % liegt. Eine der Ursachen für den weiter gestiegenen Verlust soll Abschreibungsbedarf auf den von der Prokon an die HIT Holz vergebenen Kredit sein.
Rodbertus gab Anfang März 2014 bekannt, eine „Prokon Genossenschaft für eine lebenswerte Zukunft“ gründen zu wollen. Ein Ziel dieser Genossenschaft sei, Projekte von der insolventen Prokon Regenerative Energien zu übernehmen. Die Rechtsform der Genossenschaft wurde später zugunsten der einer AG ersetzt. Am 26. März 2014 teilte das Amtsgericht Itzehoe mit, zur Sicherung der künftigen Insolvenzmasse und zur Aufklärung des Sachverhalts ein allgemeines Verfügungsverbot auferlegt zu haben. Die bisherigen Geschäftsführer der Prokon dürfen damit keinerlei Verfügungen – die Prokon betreffend – mehr vornehmen. Der vorläufige Insolvenzverwalter teilte am 1. April 2014 mit, dass Carsten Rodbertus von seinen Geschäftsführungsaufgaben bei der Prokon Regenerative Energie und allen Tochtergesellschaften abberufen wurde. Begründet wurde die Abberufung damit, dass die Tätigkeiten von Rodbertus für die Prokon-Genossenschaft für eine lebenswerte Zukunft und seine jüngsten Äußerungen über Prokon keinen Raum für eine konstruktive Zusammenarbeit gelassen habe.
Am 4. April 2014 wurde im Bundesanzeiger der Jahresabschluss der Prokon Regenerative Energie GmbH für das Geschäftsjahr 2012 veröffentlicht. Aus diesem ging hervor, dass die Gesellschaft in 2012 einen Verlust in Höhe von 128,8 Mio. Euro erwirtschaftete und die Genussrechteinhaber durch eine Reduktion ihrer Rückzahlungsansprüche in Höhe von 106,9 Mio. Euro diesen Verlust ausgleichen mussten. Der Nominalwert der Genussrechte sank damit zum Jahresende 2012 um ca. 10 %. Die Abschlussprüfer haben das Testat unter Angabe der dafür maßgeblichen Gründe verweigert.
Der vorläufige Insolvenzverwalter Penzlin informierte am 16. April 2014 darüber, dass ein Insolvenzverfahren für die Prokon im Mai 2014 eröffnet werde. Am 1. Mai 2014 teilte Penzlin mit, dass der vorläufige Jahresabschluss 2013 des Unternehmens einen Verlust von rund 478 Mio. Euro ausweise und die unbesicherten Gläubiger (einschließlich der Genussrechtsinhaber) demzufolge voraussichtlich auf mehr als 40 % ihrer Forderungen gegenüber Prokon verzichten müssten. Dem Unternehmensgründer und bisherigen Geschäftsführer Carsten Rodbertus sowie dem bisherigen Vertriebsleiter Rüdiger Gronau sei fristlos gekündigt worden.
Das Amtsgericht Itzehoe eröffnete am 1. Mai 2014 das Hauptinsolvenzverfahren und ernannte Penzlin zum Insolvenzverwalter. Das Gericht stellte in seinem Beschluss fest, dass die Prokon zahlungsunfähig und überschuldet sei. Weiter kam das Gericht zu dem Ergebnis, dass Teile der Genussrechtbedingungen gegen das Transparenzgebot verstoßen und deshalb ungültig seien. Gegen den Beschluss des Amtsgerichts Itzehoe, das Insolvenzverfahren über die Prokon zu eröffnen, legten mehrere Anleger Beschwerde ein. Infolgedessen erlangte der Beschluss zunächst keine Rechtskraft. Am 15. Juli 2014 wies das Landgericht Itzehoe diese Beschwerden zurück und erklärte, dass die Prokon zahlungsunfähig im Sinne der Insolvenzordnung sei.
Am 22. Juli 2014 fand in Hamburg eine Gläubigerversammlung statt. Auf dieser Versammlung wurden die Mitglieder des Gläubigerausschusses und der Insolvenzverwalter von den anwesenden Gläubigern bzw. den von Gläubigern Bevollmächtigten bestätigt. Darüber hinaus wurde beschlossen, den Insolvenzverwalter Penzlin mit der Erstellung eines Insolvenzplans zu beauftragen. Dieser sollte zunächst bis spätestens Ende Januar 2015 vorliegen. Im Februar 2015 präzisierte der Insolvenzverwalter das weitere Vorgehen. Danach sollten dem zuständigen Amtsgericht Itzehoe bzw. den Gläubigern im Mai 2015 zwei verschiedene Insolvenzpläne vorgelegt werden. Über diese Insolvenzpläne sollte dann auf einer Gläubigerversammlung am 2. Juli 2015 abgestimmt werden.

### Ermittlungen im Zuge des Insolvenzverfahrens
Gegen ehemalige Verantwortliche der Prokon nahm die Staatsanwaltschaft Lübeck Anfang 2014 außerdem Ermittlungen auf wegen des Anfangsverdachts hinsichtlich Betrugs und Insolvenzverschleppung. Der Insolvenzverwalter teilte mit, dass er Schadensersatzansprüche gegen Rodbertus insbesondere wegen Vergabe unzureichend gesicherter Darlehen prüfen lasse. Ferner soll geprüft werden, inwieweit eine firmeneigene Cessna unrechtmäßig zu privaten Zwecken genutzt wurde. Rodbertus begründete die bezüglich der Cessna bestehenden Vorwürfe mit dem Hinweis darauf, dass die Cessna als Firmenflugzeug genutzt und darüber hinaus verchartert worden sei. Die Staatsanwaltschaft Lübeck gab am 15. Juli 2014 bekannt, dass offizielle Ermittlungen gegen Rodbertus und andere Verantwortliche wegen des Verdachts auf Insolvenzverschleppung und anderer Delikte eingeleitet wurden, die voraussichtlich ein Jahr dauern sollten. Der Insolvenzverwalter spezifizierte in einer Mitteilung an die Gläubiger der Prokon, dass die Staatsanwaltschaft wegen Betrugs und Untreue jeweils in besonders schwerem Falle ermittelt.

## Genossenschaft

### Entstehung
In der Rechtsform GmbH waren die Anleger nur als Genussrechtsinhaber beteiligt. Zudem bietet das Genussrecht keine angemessenen Informations- und Mitwirkungsmöglichkeiten. Auf dieses Problem hatten Verbraucherberatungen und unabhängige Finanzberater bereits vor der Insolvenz hingewiesen.
Anfang 2014 gründete sich der Verein der Freunde von Prokon e. V. mit dem Ziel, eine Zerschlagung der Werte des Unternehmens zu verhindern und eine genossenschaftliche Weiterführung des Unternehmens durch den Betrieb vorhandener Windparks und den Verkauf von selbsterzeugtem Strom zu ermöglichen. Sowohl die ehemalige Prokon als auch die heutige Genossenschaft und der Verein haben als Ziel die Förderung der Erzeugung regenerativer Energie im Rahmen der Energiewende.
Fast 12.000 Genußrechtsinhaber der ehemaligen Prokon wurden Mitglieder des Vereins. Sie repräsentieren ein Kapital von über 1/4 Mrd. Euro. Ein Großteil davon ist heute Mitglied der Genossenschaft. Durch intensive Begleitung der Insolvenz gelang es dem ehrenamtlich ausgerichteten Verein, ein Kaufangebot der EnBW von 550 Millionen Euro erfolgreich abzuwehren und mit dem Insolvenzverwalter gemeinsam das Unternehmen auf eine genossenschaftliche Basis zu stellen. Nach dem Erreichen des Ziels, die Genossenschaft zu gründen, hat sich der Verein aktuell weiter der Unterstützung der Genossenschaft und der „Energiewende in Bürgerhand“ verschrieben.
Die Abstimmung auf der zweiten Gläubigerversammlung ergab eine Mehrheit für den Genossenschafts-Insolvenzplan. Hierbei wurden Teile der Genussrechtsforderungen in Genossenschaftsanteile umgewandelt, um Prokon als Genossenschaft fortzuführen. Nicht zum Kerngeschäft gehörendes Vermögen soll über eine Verwertungsgesellschaft veräußert werden.

### Prokon als Genossenschaft
Prokon ist am 23. Juli 2015 dem Rheinisch-Westfälischen Genossenschaftsverband (durch Fusion jetzt Genoverband e. V.) beigetreten. Dieser hat unter anderem die Aufgabe, die Geschäfte der Genossenschaft zu prüfen (genossenschaftliche Pflichtprüfung). Kurz vor der ersten ordentlichen Generalversammlung der Genossenschaft am 14. April 2016 nahmen die neuen Vorstände Henning von Stechow und Heiko Wuttke ihre Arbeit auf. Im Mai 2016 emittierte Prokon gemäß dem Insolvenzplan eine börsennotierte Anleihe für ehemalige Genussrechtsgläubiger. Im August 2016 konnten zwei rumänische Wälder durch die Verwertungsgesellschaft an Ikea verkauft werden. Ein Teil des Verkaufserlöses fließt Prokon zu. Im September 2016 erhielt Prokon auf eigenes Betreiben ein Rating durch Euler Hermes. Das Emittentenrating liegt danach bei BB, das Rating der Anleihe bei BBB-.
Am 9. November 2016 teilte der Vorstand der Prokon mit, dass entgegen der ursprünglichen Erwartung eines kleinen Gewinnes für das Geschäftsjahr 2016 nunmehr ein Verlust in mittlerer zweistelliger Millionenhöhe zu erwarten sei. Begründet wurde dies mit geänderten politischen Rahmenbedingungen in Polen sowie trotz erfolgreicher Kapazitätsausweitung und nach eigenen Angaben hoher technischer Verfügbarkeit dennoch unterdurchschnittlichen Winderträgen. Am 26. April 2017 teilte die Gesellschaft mit, dass der Fehlbetrag des Geschäftsjahres 2016 bei 75,7 Mio. Euro lag.
Zusammen mit dem Verlustvortrag von 8,9 Mio. Euro aus dem Rumpfgeschäftsjahr 2015 betrug der Bilanzverlust 2016 für die Prokon eG 84,6 Mio. Euro, konsolidiert für den Prokon-Konzern 88,9 Mio. Euro. Für 2015 betrug der Bilanzverlust der Prokon eG 8,9 Mio. Euro, für den Konzern 14,2 Mio. Euro.
Im Juni 2017 teilten Prokon und die GLS Bank eG mit, dass die GLS Energie AG, eine Tochtergesellschaft der GLS Bank eG, 80,1 % der Anteile an dem größten von Prokon je errichteten Windpark Gagel übernommen hat. Die Investitionssumme für 16 WEA à 3 MW betrug demnach 104 Mio. Euro, finanziert durch 78,5 Mio. Euro der HSH-Nordbank.
Im Juni 2018 veröffentlichte Prokon den Jahresabschluss 2017 für den Konzern. Demnach betrugen die Umsatzerlöse 115,7 Mio. Euro, der Gewinn nach Steuern 5,4 Mio. Euro. Das verbliebene Eigenkapital betrug 161,4 Mio. Euro. Somit hatten die gezeichneten Geschäftsguthaben der Mitglieder von 237,7 Mio. Euro einen Wert von 67,9 %. Im September 2018 veröffentlichte Prokon den Halbjahresabschluss 2018 für den Konzern. Demnach betrugen die Umsatzerlöse 53,0 Mio. Euro, der Gewinn nach Steuern 2,0 Mio. Euro. Das verbliebene Eigenkapital betrug 156,8 Mio. Euro. Somit hatten die gezeichneten Geschäftsguthaben der Mitglieder von 160,8 Mio. Euro einen Wert von 97,5 %. Dieser Umstand resultiert in GuV und Bilanz (Passiva) aus einem Ertrag der Kapitalherabsetzung von 77,0 Mio. Euro zur Kompensation des Verlustvortrages von 83,6 Mio. Euro.
Aufgrund gestiegener Energiepreise im Jahr 2022 verdoppelten sich die Gewinne der Prokon eG verglichen zum Vorjahr auf etwa 23 Mio. Euro. Die Genossenschaft schüttete daraufhin 2023 Dividenden in Höhe von 9,1 Prozent pro Anteil aus.

### Prokon-Windparks

#### Liste der Windparks
| [ 122 ] |

| [ 122 ] |

#### Stromproduktion aus Windenergie
| 2017 | 2018 | 2019 | 2020 | 2021 | 2022 |
| ---- | ---- | ---- | ---- | ---- | ---- |
| 1,12 | 1,11 | 1,27 | 1,28 | 1,12 | 1,23 |

Die Ertrag aller durch Prokon eingerichteter Windparks und solcher, in denen die Genossenschaft die technische Betriebsführung übernimmt, lag 2022 bei etwa 1.226 Gigawattstunden (GWh), was etwa 0,25 Prozent des gesamtdeutschen Stromverbrauchs entsprach.